# ヤンゴン日本人会
ヤンゴン日本人会（やんごんにほんじんかい、英語: Yangon Japanese Association）は、ミャンマーの最大都市ヤンゴンに存在する日本人組織。1967年に創設された。

## 概要
ヤンゴン日本人会は、ミャンマーに在住する日本人の間での親睦と相互扶助を行う会である。各文化・スポーツの同好会活動がある。大使館、日系企業とのつながりが深く、緊急時の情報連絡網を形成している。また、ヤンゴン日本人学校の運営、日本人墓地の管理、健康保持のための予防注射なども行っている。

## 歴史
1967年5月8日にラングーン日本人会が設立。
1996年11月22日、日本人会貿易部会からヤンゴン日本人商工会議所が発足。

## 会員
会員は約1,200名(2018年1月現在)

## 出版物
- 会報-会報名は当初『日本人会報』であったが、現在、『PADAUK』に改称している。
- 『ヤンゴン生活手帳』-ヤンゴンの生活情報集。

## 会員サービス
日本人会が運営するジャパンクラブで、会議室利用、日本語図書・ビデオの借り出しができる。